# 李文亮
李 文亮（り ぶんりょう、英語: Li Wenliang、1985年10月12日 - 2020年2月7日）は、中華人民共和国の眼科医。遼寧省北鎮市出身。2019新型コロナウイルスによる肺炎の流行の時、医療関係者として内部告発した最初の数人のうちの1人であり、この肺炎の犠牲者の1人でもある。「インターネット上で虚偽の内容を掲載した」として、2020年1月3日に訓戒処分を下されたが、中国政府は国民からの猛反発を受けることとなったため、本人の死後2020年3月5日、新型肺炎の抑制に模範的な役割を果たしたとして表彰した。

## 経歴
中華人民共和国遼寧省錦州市北鎮市出身。 
2004年に7年制の武漢大学臨床医学部に入学し、卒業後は廈門市で3年間働いたのち、2014年から武漢市中心医院に勤務。 

### 訓戒処分

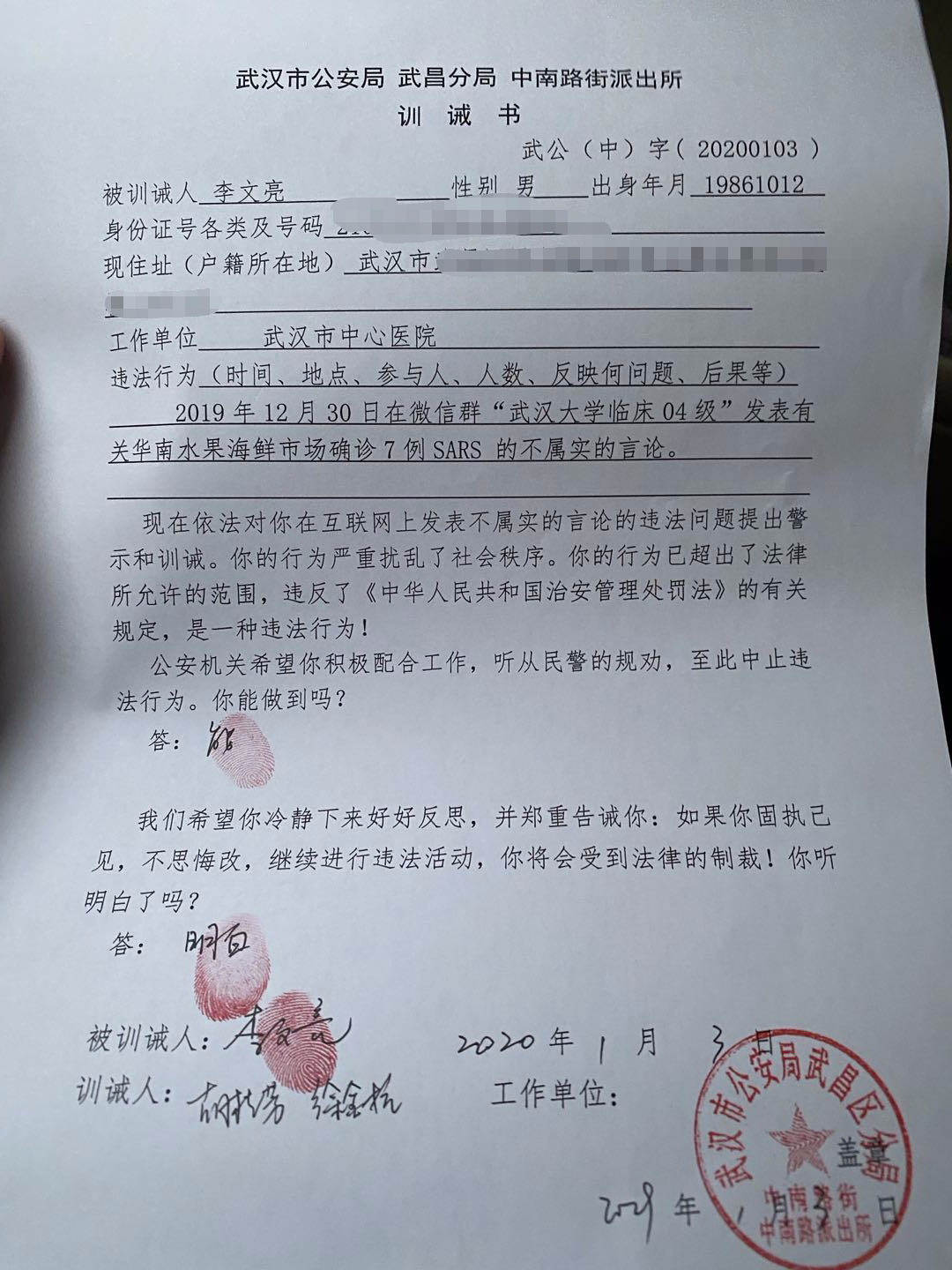
武漢市公安局武昌区分局中南路街派出所から下した訓戒書。

2019年12月30日午後、勤務先の病院である患者からSARSコロナウイルスが検出された検査結果を見つけたため、同日午後5時43分に大学の同級生らのWeChatグループで「華南海鮮市場で7人のSARS感染者が確認された」と発信し、その直後に患者の検査結果と肺のCT検査の写真も送った。同日午後6時42分に「コロナウイルスの感染が確認され、どのタイプかまだ調査中」と補足した。 
しかし、「インターネット上で虚偽の内容を掲載した」として、2020年1月3日に武漢市公安局武昌区分局の中南路派出所に呼び出された。そこで懲戒書への署名を求められ、訓戒処分を下された。 
メディアは当初、李文亮が「デマを散布した」8人のうちの1人と見なし報道したが、その8人は1月1日に呼び出されたため、李氏は報道における8人に含まれていないとみられる。李はのちにメディアのインタビューで、自分が真実だけを話したのに処分を受けたと答えた。  
その後、引き続き武漢市中心医院で働きコロナウイルス流行への対応にあたっていたが、自身もコロナウイルスに感染し1月12日から入院生活を送ることとなった。入院中の1月31日、ようやくSNSで懲戒書をアップロードし、警察に呼び出された経過を詳しく述べることができた。

### 新型コロナウイルス感染と死去
2020年1月8日、高齢の緑内障患者を診察したが、翌日にこの患者に発熱や肺炎の症状が現れたため、この患者が新型肺炎を患っていると強く疑った。1月10日に、自身も咳や発熱などの症状が現れたため、1月12日から集中治療室で隔離治療を受け始めた。入院から1月30日まで何度も核酸検査を受けていたが、陽性との結果は出なかった。2月1日に感染が確認され、同日に彼の両親や数人の同僚医師の感染も確認された。 
2月6日夜に、中国国内の複数のメディアは李文亮が武漢市内の病院で亡くなったと報道した。メディアによると、午後9時30分に心停止が発生し、その後も体外式膜型人工肺（ECMO）による救命措置が続いた。 
2月7日2時58分、勤務先の武漢市中心医院は、李文亮の死去を発表した。

## 反応
- 死の前に、「健全な社会はただ一つの主張のみに依拠してはならない」と発言（中国語原文：一个健康的社会不应该只有一种声音）。
- 訓戒の際と特にその後の死の際、中国政府は国民からの猛反発を受けることとなった。
- 世界保健機関は2月6日23時25分に、Twitterに李文亮医師の死を追悼する文を投稿した[31]。